# Gustavo Villegas
Gustavo Alberto Villegas Restrepo (Medellín, siglo XX), es un empresario, dirigente deportivo, político colombiano. 
Se desempeñó como funcionario público en diferentes mandatos de alcaldes de Medellín y en comisiones negociadoras del gobierno nacional de Colombia, así como en organizaciones deportivas. 

## Biografía
Fue representante de las Naciones Unidas en el departamento de Antioquia en 1992, coordinador del Plan de Acción Social en Medellín en los noventa, miembro de la Comisión Facilitadora de Paz de Antioquia en 1996.  
Fue Comisionado Adjunto para los diálogos con el Ejército de Liberación Nacional (ELN) en 1998, durante el gobierno de Andrés Pastrana. Fue el responsable de la liberación de los secuestrados de la guerrilla en los casos del avión de Avianca, Iglesia La María y Kilómetro 18.
Fue miembro de la Comisión Nacional de Reparación y Reconciliación (Colombia) en 2006.  
Ocupó diversos cargos en el sector empresarial como la Vicepresidencia en el entonces Banco Industria Colombiano (hoy Bancolombia), Gerente de Constructora de Obras, Gerente de la Fábrica de Licores de Antioquia y empresario. 
Durante la alcaldía de Omar Flórez Vélez fue Secretario de Hacienda del municipio de Medellín y delegado del Gobierno Colombiano para las negociación del Consorcio Hispano-Alemán del Metro de Medellín. 
Durante la alcaldía de Sergio Fajardo, Villegas fungió como secretario de gobierno y asesor de paz y como tal lideró la reintegración a la sociedad civil de los excombatientes del Bloque Cacique Nutibara de las Autodefensas Unidas de Colombia, luego de la desmovilización colectiva promovida y bajo responsabilidad del gobierno de Álvaro Uribe. 
Posteriormente fue secretario de seguridad durante la alcaldía de Federico Gutiérrez, fue llevado a prisión por el delito de concierto para dilinquir agravado, llegó a un preacuerdo con la Fiscalía, hecho que fue controversia, ya que había suficientes pruebas de sus vínculos con organizaciones criminales. Finalmente pagó 33 meses de cárcel por la no denuncia de un delito, mientras fuera secretario. Los datos del proceso pueden consultarse en la página de la Rama Judicial:  https://procesos.ramajudicial.gov.co/jepms/medellinjepms/lista.asp con radicado número 05001600000020170079801.  
En 2017, cuando se desempeñaba como secretario de seguridad del alcalde Federico Gutiérrez, fue arrestado por vínculos con la banda criminal La Terraza y la llamada Oficina de Envigado. 

### Trayectoria deportiva
En el campo deportivo, fue pelotero de la Selección Colombiana de Béisbol, jugador de los Yankees de Nueva York vicepresidente de la Federación Colombiana de Béisbol, director de los Juegos Suramericanos de 2010 que se realizaron en Medellín, gerente de los equipos de ciclismo de Coldeportes en 2012, hizo parte del Comité Olímpico Colombiano, y fue subjefe de la misión colombiana de los Juegos Olímpicos de Londres de 2012.

## Nexos con bandas criminales
A Gustavo Villegas se le comprobó los vínculos con Bandas Criminales, con suficientes pruebas que confirmaron este hecho.  
Villegas fue capturado en el año 2017 cuando se desempeñaba como secretario de seguridad de la alcaldía de la ciudad de Medellín, al conocer la orden de captura renunció a su cargo. A Villegas se le acusaba de  entregar información privilegiada a líderes del crimen organizado, en particular a Edison Rodolfo Rojas, alias ‘Pichi’ quien se encontraba detenido en una cárcel de la ciudad.
Para esta época, la fiscal delegada para Medellín, encargada de la acusación a Villegas, fue Claudia Victoria Carrasquilla, hoy envuelta en el escándalo del cartel de falsos testigos en Medellín para el momento. 
Uno de los eventos donde se dice “evidenció ”sus vínculos con las bandas criminales de Medellín sucedió durante la administración del alcalde Federico Gutiérrez cuando Villegas se desempeñaba como secretario de Seguridad. El 13 de enero de 2017 se hizo viral en las redes sociales un video de un atraco donde tres delincuentes en moto robaban a unos ciudadanos que transitaban en un carro blanco por una avenida de la ciudad. Villegas junto con el alcalde Gutiérrez y la policía organizaron una persecución de los tres delincuentes que fue transmitida en una serie de videos publicados en las redes sociales del alcalde. Al día siguiente, los tres delincuentes fueron reportados como capturados en supuestos operativos durante las horas de la madrugada. Sin embargo según los reportes judiciales del caso revelados en un informe del portal La Silla Vacía, se supo que los asaltantes fueron entregados de manera irregular a Villegas quien mantenía comunicación secreta con cabecillas de bandas criminales de la ciudad como alias "Pichi", alias “El Viejo”; Mara Toro, y Edwin Tapias, líderes de las bandas criminales de Medellín conocidas como La Terraza y la Oficina de Envigado quienes habían pactado con Villegas la entrega de los criminales a cambio de que la policía no hiciera una redada en la Comuna 3 de la ciudad.  Igualmente se reveló que en el reporte judicial existe evidencia de que Villegas había en diferentes oportunidades favorecido a dichas bandas delincuenciales a cambio recibir favores de estos para mostrar resultados en su gestión.
El 4 de julio de 2017 Villegas fue arrestado por la Fiscalía General por concierto para delinquir agravado, lo cual fue aceptado por el acusado; posteriormente se declaró culpable de los delitos de abuso de función pública y abuso de autoridad tras llegar a un preacuerdo con la Fiscalía.
La Fiscalía encontró evidencia en interceptaciones a servicios de mensajería instantánea y testimonios de miembros de la Oficina de Envigado de la actuación irregular del funcionario. Dichas interceptaciones permitían concluir que Villegas había intercambiado información para ayudar a los delincuentes a evadir las autoridades y adelantó un plan de sometimiento sin que fuera autorizado por el presidente de la república como es requerido. Todo esto a cambio de que las bandas criminales le colaboraran a mostrar resultados de seguridad durante la alcaldía de Gutiérrez.
Villegas ya había tenido sospechas de relaciones con las mafias de la ciudad cuando en el año 2010 el alcalde Salazar le pidió la renuncia cuando siendo director de los Juegos Deportivos Suramericanos resultó implicado en un caso judicial por sus relaciones con Felipe Sierra quien había infiltrado la Fiscalía de Medellín y era cercano a grupos paramilitares. Igualmente se conocía que en el año 2008 cuando Villegas era director de la Oficina de Paz y Reconciliación había intercedido a favor de la Corporación Democracia, organización fachada del narcotraficante y paramilitar Diego Fernando Murillo Bejarano, alias ‘Don Berna’. Según mencionó el portal Verdad Abierta cuando se conoció la captura de Villegas: «despierta serios interrogantes sobre por qué el alcalde de la ciudad, Federico Gutiérrez, lo designó como el abanderado de su principal apuesta política: combatir el crimen organizado.»